# Natação no Campeonato Mundial de Esportes Aquáticos de 2017 - 200 m peito feminino
A prova dos 200 metros peito feminino da natação no Campeonato Mundial de Esportes Aquáticos de 2017 ocorreu nos dias 27 de julho e 28 de julho em Budapeste na Hungria.

## Recordes
Antes desta competição, os recordes mundiais e do campeonato nesta prova eram os seguintes:
| Tipo                  | Atleta                | Tempo   | Local     | Data                |
| --------------------- | --------------------- | ------- | --------- | ------------------- |
|                       | Rikke Møller Pedersen | 2:19,11 | Barcelona | 1 de agosto de 2013 |
| Recorde do campeonato | Rikke Møller Pedersen | 2:19,11 | Barcelona | 1 de agosto de 2013 |

## Medalhistas
| Ouro                  | Prata               | Bronze            |
| Yuliya Yefimova (RUS) | Bethany Galat (USA) | Shi Jinglin (CHN) |

## Resultados

### Eliminatórias
Esses foram os resultados das eliminatórias. Foram realizadas no dia 27 de julho com início às 10h10.
| Pos. | Bateria | Raia | Nadadora               | Nacionalidade   | Tempo   | Notas |
| ---- | ------- | ---- | ---------------------- | --------------- | ------- | ----- |
| 1    | 3       | 3    | Molly Renshaw          | Reino Unido     | 2:24,03 | Q     |
| 2    | 4       | 5    | Lilly King             | Estados Unidos  | 2:24,28 | Q     |
| 3    | 3       | 4    | Taylor McKeown         | Austrália       | 2:24,31 | Q     |
| 4    | 2       | 3    | Jessica Vall           | Espanha         | 2:24,41 | Q     |
| 5    | 2       | 5    | Bethany Galat          | Estados Unidos  | 2:24,56 | Q     |
| 6    | 3       | 6    | Kierra Smith           | Canadá          | 2:24,57 | Q     |
| 7    | 2       | 4    | Rikke Møller Pedersen  | Dinamarca       | 2:24,69 | Q     |
| 8    | 4       | 7    | Martina Moravčíková    | Chéquia         | 2:25,26 | Q,    |
| 9    | 2       | 2    | Ashley McGregor        | Canadá          | 2:25,31 | Q     |
| 10   | 4       | 3    | Shi Jinglin            | China           | 2:25,39 | Q     |
| 11   | 4       | 4    | Yuliya Yefimova        | Rússia          | 2:25,63 | Q     |
| 12   | 4       | 6    | Reona Aoki             | Japão           | 2:25,93 | Q     |
| 13   | 3       | 7    | Back Su-yeon           | Coreia do Sul   | 2:26,45 | Q     |
| 14   | 3       | 5    | Jocelyn Ulyett         | Reino Unido     | 2:26,50 | Q     |
| 15   | 3       | 2    | Satomi Suzuki          | Japão           | 2:26,78 | Q     |
| 16   | 4       | 2    | Jenna Laukkanen        | Finlândia       | 2:28,59 | Q     |
| 17   | 2       | 6    | Viktoriya Zeynep Güneş | Turquia         | 2:28,68 |       |
| 18   | 2       | 1    | Esther González        | México          | 2:28,71 |       |
| 19   | 4       | 8    | Sophie Hansson         | Suécia          | 2:28,81 |       |
| 20   | 3       | 1    | Victoria Kaminskaya    | Portugal        | 2:29,18 |       |
| 21   | 4       | 1    | Macarena Ceballos      | Argentina       | 2:29,34 |       |
| 22   | 2       | 7    | Dalma Sebestyén        | Hungria         | 2:29,35 |       |
| 23   | 3       | 0    | Kaylene Corbett        | África do Sul   | 2:31,36 |       |
| 24   | 3       | 8    | Andrea Podmaníková     | Eslováquia      | 2:32,63 |       |
| 25   | 4       | 0    | Natasha Lloyd          | Nova Zelândia   | 2:33,93 |       |
| 26   | 2       | 0    | Mercedes Toledo        | Venezuela       | 2:35,20 |       |
| 27   | 2       | 8    | Rebecca Kamau          | Quênia          | 2:36,99 |       |
| 28   | 3       | 9    | Alina Bulmag           | Moldávia        | 2:37,42 |       |
| 29   | 4       | 9    | Alexandra Schegoleva   | Chipre          | 2:38,60 |       |
| 30   | 1       | 2    | Nguyễn Thị Nhất Lam    | Vietname        | 2:45,25 |       |
| 31   | 1       | 3    | Honia Ibrahim          | Iraque          | 2:45,37 |       |
| 32   | 1       | 5    | Rusudan Goginashvili   | Geórgia         | 2:45,52 |       |
| 33   | 1       | 4    | Kiah Borg              | Namíbia         | 2:48,48 |       |
| 34   | 2       | 9    | Nawapas Pisanuwong     | Tailândia       | 2:49,09 |       |
| 35   | 1       | 7    | Kristina Panasenko     | Quirguistão     | 2:52,53 |       |
| 36   | 1       | 6    | Tilali Scanlan         | Samoa Americana | 3:04,65 |       |

### Semifinal
Esses foram os resultados das semifinais. Foram realizadas no dia 27 de julho com início às 18h50.
Semifinal 1
| Pos. | Raia | Nadadora            | Nacionalidade  | Tempo   | Notas |
| ---- | ---- | ------------------- | -------------- | ------- | ----- |
| 1    | 2    | Shi Jinglin         | China          | 2:23,17 | Q     |
| 2    | 3    | Kierra Smith        | Canadá         | 2:23,18 | Q     |
| 3    | 5    | Jessica Vall        | Espanha        | 2:23,49 | Q     |
| 4    | 4    | Lilly King          | Estados Unidos | 2:23,81 | Q     |
| 5    | 1    | Jocelyn Ulyett      | Reino Unido    | 2:23,82 |       |
| 6    | 7    | Reona Aoki          | Japão          | 2:24,42 |       |
| 7    | 6    | Martina Moravčíková | Chéquia        | 2:25,67 |       |
| 8    | 8    | Jenna Laukkanen     | Finlândia      | 2:27,77 |       |

Semifinal 2
| Pos. | Raia | Nadadora              | Nacionalidade  | Tempo   | Notas |
| ---- | ---- | --------------------- | -------------- | ------- | ----- |
| 1    | 7    | Yuliya Yefimova       | Rússia         | 2:21,49 | Q     |
| 2    | 3    | Bethany Galat         | Estados Unidos | 2:21,86 | Q     |
| 3    | 5    | Taylor McKeown        | Austrália      | 2:22,10 | Q     |
| 4    | 4    | Molly Renshaw         | Reino Unido    | 2:23,51 | Q     |
| 5    | 6    | Rikke Møller Pedersen | Dinamarca      | 2:24,51 |       |
| 6    | 8    | Satomi Suzuki         | Japão          | 2:25,60 |       |
| 7    | 2    | Ashley McGregor       | Canadá         | 2:25,75 |       |
| 8    | 1    | Back Su-yeon          | Coreia do Sul  | 2:26,37 |       |

### Final
A final foi realizada em 28 de julho às 18h25.
| Pos.              | Raia | Nadadora        | Nacionalidade  | Tempo   | Notas |
| ----------------- | ---- | --------------- | -------------- | ------- | ----- |
| Medalha de ouro   | 4    | Yuliya Yefimova | Rússia         | 2:19,64 |       |
| Medalha de prata  | 5    | Bethany Galat   | Estados Unidos | 2:21,77 |       |
| Medalha de bronze | 6    | Shi Jinglin     | China          | 2:21,93 |       |
| 4                 | 8    | Lilly King      | Estados Unidos | 2:22,11 |       |
| 5                 | 2    | Kierra Smith    | Canadá         | 2:22,23 |       |
| 6                 | 1    | Molly Renshaw   | Reino Unido    | 2:22,96 |       |
| 7                 | 3    | Taylor McKeown  | Austrália      | 2:23,06 |       |
| 8                 | 7    | Jessica Vall    | Espanha        | 2:23,29 |       |

Legenda
| Recorde mundial       | Recorde mundial (World record)               |                       | Recorde africano                      | Recorde africano (African) |                                           | Q | Classificado por posição (Qualified) |
| Recorde do campeonato | Recorde do campeonato (Championship record)  | Recorde da América    | Recorde da América (Americas)         | q                          | Classificado por melhor tempo (Qualified) |   |                                      |
| Melhor marca do ano   | Melhor marca do ano (World leading)          | Recorde asiático      | Recorde asiático (Asian)              | DNS                        | Não largou (Did not start)                |   |                                      |
| Recorde nacional      | Recorde nacional (National record)           | Recorde europeu       | Recorde europeu (European)            | DNF                        | Não terminou (Did not finish)             |   |                                      |
| Recorde pessoal       | Recorde pessoal do atleta (Personal best)    | Recorde da Oceania    | Recorde da Oceania (Oceania)          | DSQ / DQ                   | Desclassificado (Disqualified)            |   |                                      |
| Recorde da temporada  | Recorde da temporada do atleta (Season best) | Recorde sul-americano | Recorde sul-americano (South America) | NM                         | Sem marca (No mark)                       |   |                                      |